# Claudia Toth
Claudia Fischer (nacida Claudia Toth, 24 de mayo de 1981) es una deportista austríaca que compitió en curling. Ganó una medalla de bronce en el Campeonato Mundial de Curling Mixto Doble de 2012.

## Palmarés internacional
| Campeonato Mundial Mixto Doble | Campeonato Mundial Mixto Doble | Campeonato Mundial Mixto Doble | Campeonato Mundial Mixto Doble |
| Año                            | Lugar                          | Medalla                        | Prueba                         |
| ------------------------------ | ------------------------------ | ------------------------------ | ------------------------------ |
| 2012                           | Erzurum (Turquía)              | Medalla de bronce              | Mixto doble                    |